# Trasporti Brescia Nord
Il consorzio Trasporti Brescia Nord è una società consortile composta da Società Italiana Autoservizi (SIA), Brescia Trasporti, SAIA Trasporti ed ATV (ex APTV) per l'esercizio delle linee automobilistiche interurbane della sottorete provinciale denominata Brescia Nord. Quest'ultima è composta dalle zone val Trompia, lago di Garda e valle Sabbia della provincia di Brescia.